# Kandake
Kandake, kentake (formas griegas del vocablo meroítico kdke o ktke) a menudo latinizado candace fue el título de las reinas o reinas madre del antiguo reino africano de Kush, también conocido como Nubia o Etiopía. Tenían su propia corte, probablemente actuaban como terratenientes y desempeñaban un importante papel como regentes. Este título es confundido en las fuentes griegas y romanas contemporáneas con el mismo nombre de la reina. Así en el Nuevo testamento de la Biblia un ministro del tesoro de "Candace, reina de los etíopes" que regresaba de un viaje a Jerusalén fue bautizado por Felipe el Diácono:

El ángel de Yahweh dijo a Felipe:
- Ponte en marcha hacia el sur, por el camino que va desde Jerusalén a Gaza por el desierto.

Él se puso en marcha y se encontró con un etíope, hombre de confianza y ministro de Candace, reina de los etíopes, y encargado de todos sus tesoros. Había ido a Jerusalén a cumplir sus deberes religiosos...

En las diversas representaciones de las kandakes en los muros de los templos aparecían y destacaban habitualmente como mujeres de largas y afiladas uñas y hermosa joyería considerada sagrada. Diversas descripciones las consideran obesas pero debe tenerse en cuenta que entre muchas civilizaciones africanas el sobrepeso femenino era indicativo de poder, riqueza y productividad como madres. Sus representaciones sugieren que se las consideraba gobernantes de origen divino dado que suelen estar a la misma altura que el dios principal de Meroe, Apedemak, el dios león.
El nombre latino Candace y sus variantes deriva del título Kandake.

## Reinas guerreras
Una leyenda del medieval Romance de Alejandro propone que la Candace de Meroë luchó contra Alejandro Magno. Lo cierto es que Alejandro nunca atacó Nubia y nunca intentó avanzar más al sur del oasis de Siwa en Egipto.
El 25 a. C. la kandake Amanirenas, según Estrabón, atacó la ciudad de Siena, la actual Asuán que formaba parte del Imperio Romano. El emperador Augusto ordenó a Publio Petronio (prefecto de Egipto) que destruyera la ciudad de Napata como represalia.
La mayoría de los estudiosos no tienen en cuenta los relatos de Heródoto, Estrabón y Diodoro pues los consideran poco más que intentos de demostrar la existencia de mujeres guerreras aunque los tres escritores de la antigüedad han demostrado su fiabilidad en otras observaciones que se han podido examinar sobre la vida en los siglos anteriores a Cristo. En oposición a esto una notable serie de reinas guerreras nubias, reinas regentes y reinas madre conocidas como kentake están saliendo a la luz solo gracias al avance en el descifrado de la escritura meroítica. Controlaban lo que es hoy el norte de Sudán y la franja más al sur de Egipto.
Bajorrelieves fechados en torno al 170 a. C. muestran a la kentake Shanakdakheto vestida con armadura y portando una lanza en batalla. No gobernó como reina regente ni como reina madre sino como gobernante completamente independiente. Su marido fue su consorte y en los bajorrelieves que ella misma encargó se la representa tanto sola como junto a su marido y su hijo, quien heredaría el trono a su muerte. En el mundo grecorromano se conocía a las siguientes reinas africanas como "candaces": Amanishajeto, Amanitore, Amanirenas, Nawidemak y Maleqereabar.

## Kandakes de Kush

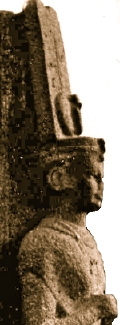
Kandake Shanakdakheto (Museo de El Cairo).

Muchos de los nombres de las kandakes incluyen la partícula amani, referencia al dios Amón:
- Pelekh Candace de Meroe (c. 345 a. C.–332 a. C.)
- Alakhebasken (c. 295 a. C.)
- Shanakdakheto (177 a. C.–155 a. C.)
- Amanikhabale (50 a. C.–40 a. C.)
- Amanirenas (40 a. C.–10 a. C.)
- Amanishajeto (c. 10 a. C.–1 d. C.)
- Amanitore (1–20 d. C.)
- Amantitere (22–41 d. C.)
- Amanikhatashan (62–85 d. C.)
- Maleqorobar (266–283 d. C.)
- Lahideamani (306–314 d. C.)